# Verrier (métier)
Pour les articles homonymes, voir Verrier.

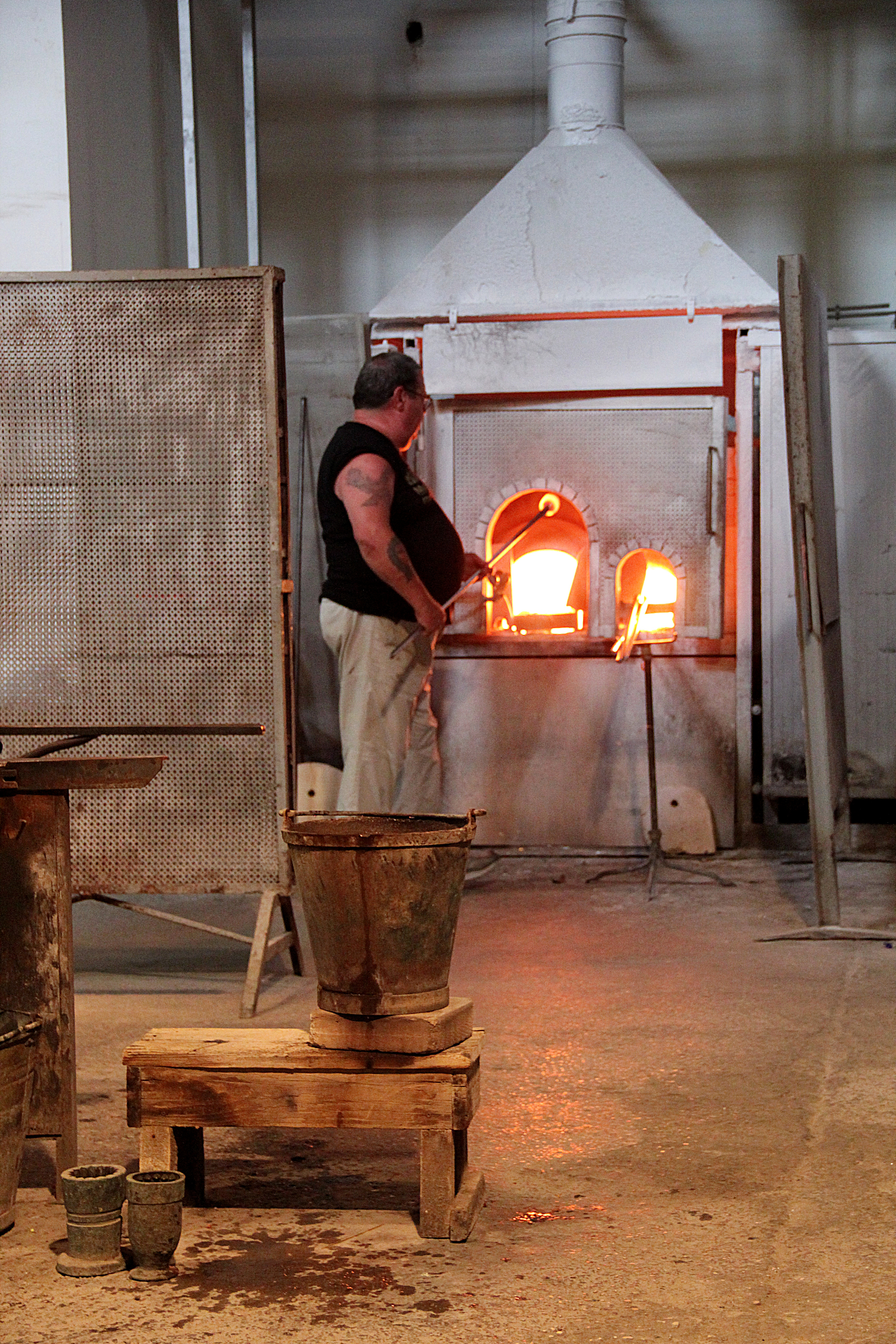
Maître verrier cueillant une paraison dans un four à Murano (Italie).

Le verrier est un métier d'art exercé par un artisan d'art ou un artiste, chargé de fabriquer ou restaurer des objets décoratifs en verre (vitrail, figurines, sculptures) ou utilitaires (arts de la table, verrerie spécifique). 
Il travaille sur base d’idées personnelles ou de modèles (dessin, plan à échelle réduite). Il sélectionne la matière et l’outillage, compte tenu des caractéristiques techniques des matériaux (composition, point de fusion). Il transforme la matière de base par le découpage, la mise en forme, le façonnage ou l’assemblage. Parfois, l’artisan verrier décore et embellit les objets réalisés. Il travaille sur commande ou dans le cadre d'expositions-ventes. Selon son statut juridique, il peut être amené à gérer une activité professionnelle et faire de la formation, par exemple en tant que maître artisan d'un métier d'art, ou de l’encadrement de salariés. Les gestes des métiers d'Art verriers ont été inscrits à l'inventaire du patrimoine culturel immatériel en France en 2019. 

## Conditions de travail
Cette profession,,, s’exerce généralement en atelier, excepté pour la pose des ouvrages, et peut comporter, dans certains cas, l’accueil de la clientèle. L’activité est organisée en fonction des choix professionnels, des déplacements, des commandes et des exigences de fabrication. Les matériaux et les outils utilisés génèrent beaucoup de poussière. Les procédés de fabrication conduisent parfois à utiliser des produits toxiques, qui doivent être manipulés avec précaution (verre, plomb, acides, fibres céramiques…). La fragilité des pièces réalisées et les débris de verre nécessitent des gestes précis et sûrs. Dans certains cas, l’activité occasionne le port de charges assez lourdes et un travail en hauteur (pose de vitraux).
Au Moyen Âge, les verriers travaillaient dans les églises, les chapelles, les cathédrales, pour restaurer les vitraux. Beaucoup de verriers sont morts à cause d'une mauvaise sécurité d'échafaudage. Ce métier existait depuis bien avant le Moyen Âge, mais, par contre, la manière de faire du verre est toujours la même.
À cette époque, le verrier était un homme rude, qui voyageait au gré des ressources[réf. nécessaire]. Nomade, le verrier défrichait les forêts et construisait son habitation sur la clairière proche. Le four était en activité pendant plus d'une année sans aucune interruption, jusqu'au changement de site une fois la ressource en bois épuisée. Il travaillait douze heures par jour, six jours sur sept.
Le cancer touche dix fois plus les verriers que le reste de la population française en raison de leur exposition à des substances cancérogènes. Dans l'usine de Givors, sur 208 ouvriers, cent ont été touchés par le cancer et 40 sont déjà morts.

## Vitraux
Le verrier qui fabrique les vitraux est appelé vitrailliste. Ce métier étant considéré comme un métier d'art, on appelle par synecdoque « maître verrier » un artisan verrier spécialisé dans le vitrail.

## Diplômes
Niveau V
- CAP Certificat d’aptitude professionnelle « arts et techniques du verre » (options : (a) verrier à la main ; (b) verrier au chalumeau ; (c) vitrailliste ; (d) tailleur graveur ; (e) décorateur sur verre)
- CAP Certificat d’aptitude professionnelle « art du verre et du cristal »

Niveau IV
- BMA Brevet des métiers d’arts « verrier décorateur »
- BMA Brevet des métiers d’arts « souffleur de verre »
- CVE Compagnon verrier européen (CERFAV)

Niveau II
- DNMADe Diplôme national des métiers d'arts et du design « créateur verrier »